# Conio.h
Сonio.h (от англ. console input-output — консольный ввод-вывод) — заголовочный файл, доступный в некоторых средах разработки для MS-DOS и Windows. Предназначен для организации текстового ввода-вывода в этих операционных системах. Conio.h не является частью языка программирования Си, стандартной библиотеки языка Си или ISO C, его наличия не требует стандарт POSIX.
Этот заголовочный файл объявляет несколько библиотечных функций для работы с «консольным вводом и выводом» программы. Большинство компиляторов языка Си, предназначенных для DOS, Windows 3.x, Phar Lap, DOSX, OS/2 или Win32 имели этот файл и обеспечивали сопутствующие библиотечные функции в библиотеке Си по умолчанию. Большинство компиляторов языка Си, предназначенных для UNIX и Linux, не имеют этого файла и не обеспечивают сопутствующих библиотечных функций.
Библиотечные функции, объявленные в conio.h, весьма различались в зависимости от компилятора. Первоначально реализованные в Microsoft Visual C++ различные функции привязывались напрямую к нескольким первым функциям DOS, связанным с прерыванием 21h. Но библиотека, поставляемая с Turbo C++ и Borland C++, не использует DOS API, а вместо этого напрямую обращается к видеопамяти для вывода информации и использования сигналов прерывания BIOS. Другие компиляторы имели свои особенности их реализации.

## Функции
| void clreol(void)                               | Очищает часть строки от позиции курсора до конца строки, не перемещая курсор. |
| void clrscr(void)                               | Очищает экран, перемещает курсор в левый верхний угол. |
| void delline(void)                              | Удаляет строку, на которой находится курсор; строки ниже неё поднимаются на одну строку вверх. |
| void insline(void)                              | Вставляет пустую строку туда, где находится курсор; строки ниже неё опускаются на одну строку вниз, нижняя строка экрана пропадает. |
| int kbhit(void)                                 | Определяет, было ли нажатие клавиш клавиатуры |
| int ungetch(int c)                              | Помещает символ c обратно в буфер клавиатуры. |
| int getch(void)                                 | Считывает символ напрямую из консоли без использования буфера и echo-вывода. |
| int getche(void)                                | Считывает символ напрямую из консоли без использования буфера, но с использованием echo-вывода. |
| int putch(int c)                                | Функция _putch выводит символ c в консоль без буферизации. В случае успеха возвращает c. В противном случае возвращает EOF. |
| char *_cgets(char *buffer)                      | Считывает строку из консоли и хранит её в массиве, указывающим на буфер. buffer[0], должен содержать максимальную длину (в символах) строки, то есть сколько символов нужно считать. Второй элемент массива buffer[1] указывает «где». _cgets хранит текущую длину строки. _cgets считывает символы до символа возврата, перевода строки или указанного максимума числа символов. |
| int _cprintf(const char *format, arg0,... argn) | Форматирование и вывод («печать») строки напрямую в консоль. |
| int _cputs(const char *string)                  | Вывод строки напрямую в консоль. |
| int _cscanf(char *format, arg0,... argn)        | Считывание и форматирование данных напрямую из консоли. |